# Le Mec de la tombe d'à côté (téléfilm)
Pour le roman initial, voir Le Mec de la tombe d'à côté.
Pour plus de détails, voir Fiche technique et Distribution.
Le Mec de la tombe d'à côté est un téléfilm français réalisé par Agnès Obadia diffusé en 2016 sur TF1.

## Synopsis
Depuis le décès de son mari il y a un an, Louise se rend tous les midis sur sa tombe. Un jour, au cimetière, elle rencontre Benoît, un éleveur célibataire endurci qui vient de perdre sa mère. Alors que tout semble les opposer, ils vont se rapprocher.

## Fiche technique
- Réalisation : Agnès Obadia
- Scénario : David Foenkinos, d'après le roman Le Mec de la tombe d'à côté de Katarina Mazetti
- Musique : Nathaniel Méchaly
- Photographie : Matthieu Poirot-Delpech
- Montage : Thomas Fernandez
- Production : Ivan Sadik
  - Coproduction : Christophe Louis
  - Production associée : Sidonie Cohen de Lara
  - Production exécutive : Pierre-Antoine Capton et Florian Zeller
- Sociétés de production : Troisième Œil Productions, CZ Productions, BE-FILMS, TF1
- Durée : 1h30
- Genre : comédie dramatique
- Lieux de tournage : Normandie (Honfleur, Gonneville-sur-Honfleur, Lisieux, Trouville-sur-Mer)
- Date de première diffusion : 28 novembre 2016 sur TF1

## Distribution
- Marine Delterme : Louise
- Pascal Elbé : Benoît
- Virginie Hocq : Sophie
- Isabelle Vitari : Véronique
- Nicolas Briançon : Frédéric Leroy
- Patrick Descamps : Gérard
- Marius Colucci : Pierre
- Tatiana Gousseff : Madame Paimpec
- Jacques Bouanich : père de Véronique
- Alain Bouzigues : éditeur de Frédéric Leroy
- Fabian Wolfrom : Kevin

## Audience
Le téléfilm est arrivé largement en tête des audiences ce 28 novembre 2016 en attirant 6,11 millions de téléspectateurs soit 25,2 % de part de marché, dont 21,0 % des ménagères de moins de 50 ans.